# Bote Baku
Bote Nzuzi Baku (Mainz, 1998. április 8. –) német korosztályos válogatott labdarúgó, az RB Leipzig középpályása.
Két testvére van, akik szintén labdarúgók. Makana az Atrómitosz játékosa, míg Kokolo a Bischofsheim labdarúgója.

## Pályafutása

### Klubcsapatokban
2007 és 2017 között volt tagja az 1. FSV Mainz 05 akadémiájának. 2017. július 30-án mutatkozott be a Mainz II-ben az FSV Frankfurt elleni 3–0-ra megnyert bajnoki mérkőzésen. Augusztus 16-án aláírta első profi szerződését a klubbal. Szeptember 6-án első gólját szerezte meg a tartalék csapatban a Kickers Offenbach ellen. December 19-én az első csapatban is bemutatkozott, mégpedig a VfB Stuttgart elleni német kupa mérkőzésen. 2018. április 29-én először lépett pályára a bajnokságban és az RB Leipzig ellen meg is szerezte első gólját. Júniusban 2022 nyaráig meghosszabbították a szerződését. 2020. október 1-jén a VfL Wolfsburg csapatába szerződött 5 évre. Három nappal később mutatkozott be az Augsburg elleni 0–0-s bajnoki mérkőzésen, miután Renato Steffen koronavírusos lett. November 1-jén a Hertha BSC ellen megszerezte az első bajnoki gólját.
2025. január 10-én két és fél éves szerződést írt alá az RB Leipzig csapatával.

### A válogatottban
Részt vett a 2017-es U19-es labdarúgó-Európa-bajnokságon, ahol a B csoport harmadik helyén végeztek. 2021. március 15-én bekerült Stefan Kuntz U21-es labdarúgó-Európa-bajnokságra készülő keretébe. 2020. novemberébe hívták be a felnőtt válogatottba első alkalommal. November 11-én Csehország ellen mutatkozott be és kezdőként végig a pályán volt. 2021. november 11-én gólt és gólpasszt jegyzett Liechtenstein ellen.

## Statisztika

### Klub
2025. május 17-i állapot szerint.
| Klub          | Szezon               | Bajnokság | Bajnokság | Bajnokság | Kupa  | Kupa | Nemzetközi | Nemzetközi | Összesen | Összesen |
| Klub          | Szezon               | Bajnokság | Mérk.     | Gól       | Mérk. | Gól  | Mérk.      | Gól        | Mérk.    | Gól      |
| ------------- | -------------------- | --------- | --------- | --------- | ----- | ---- | ---------- | ---------- | -------- | -------- |
| Mainz II      | Regionalliga Südwest | 2017–18   | 26        | 1         | —     | —    | —          | —          | 26       | 1        |
| Mainz II      | Regionalliga Südwest | 2018–19   | 1         | 0         | —     | —    | —          | —          | 1        | 0        |
| Mainz II      | Összesen             | Összesen  | 27        | 1         | 0     | 0    | 0          | 0          | 27       | 1        |
| Mainz         | Bundesliga           | 2017–18   | 3         | 2         | 1     | 0    | —          | —          | 4        | 2        |
| Mainz         | Bundesliga           | 2018–19   | 15        | 0         | 1     | 0    | —          | —          | 16       | 0        |
| Mainz         | Bundesliga           | 2019–20   | 30        | 1         | 1     | 0    | —          | —          | 31       | 1        |
| Mainz         | Bundesliga           | 2020–21   | 2         | 0         | 1     | 0    | —          | —          | 3        | 0        |
| Mainz         | Összesen             | Összesen  | 50        | 3         | 4     | 0    | 0          | 0          | 54       | 3        |
| VfL Wolfsburg | Bundesliga           | 2020–21   | 32        | 6         | 3     | 0    | —          | —          | 35       | 6        |
| VfL Wolfsburg | Bundesliga           | 2021–22   | 34        | 3         | 1     | 1    | 6          | 1          | 41       | 5        |
| VfL Wolfsburg | Bundesliga           | 2022–23   | 33        | 5         | 3     | 0    | —          | —          | 36       | 5        |
| VfL Wolfsburg | Bundesliga           | 2023–24   | 33        | 1         | 3     | 1    | —          | —          | 36       | 2        |
| VfL Wolfsburg | Bundesliga           | 2024–25   | 15        | 2         | 3     | 0    | —          | —          | 18       | 2        |
| VfL Wolfsburg | Összesen             | Összesen  | 147       | 17        | 13    | 2    | 6          | 1          | 166      | 20       |
| RB Leipzig    | Bundesliga           | 2024–25   | 19        | 2         | 2     | 0    | —          | —          | 21       | 2        |
| RB Leipzig    | Összesen             | Összesen  | 2         | 2         | 0     | 0    | 0          | 21         | 2        |          |
| Összesen      | Összesen             | Összesen  | 216       | 21        | 19    | 2    | 6          | 1          | 241      | 24       |

### A válogatottban
2021. november 14-én frissítve.
| Válogatott  | Szezon   | Mérk. | Gól |
| ----------- | -------- | ----- | --- |
| Németország | 2020     | 1     | 0   |
| Németország | 2021     | 3     | 1   |
| Összesen    | Összesen | 4     | 1   |

### Góljai a válogatottban
| # | Dátum              | Helyszín                                 | Mérkőzés | Ellenfél      | Találat | Végeredmény | Kiírás                                     |
| - | ------------------ | ---------------------------------------- | -------- | ------------- | ------- | ----------- | ------------------------------------------ |
| 1 | 2021. november 11. | Volkswagen Arena, Wolfsburg, Németország | 3        | Liechtenstein | 7–0     | 9–0         | 2022-es labdarúgó-világbajnokság-selejtező |

## Sikerei, díjai
- Németország U21
  - U21-es labdarúgó-Európa-bajnokság: 2021